# Геометрична прогресія
Геометрична прогресія — послідовність чисел, перший член якої не дорівнює нулю, а відношення будь-якого елемента послідовності до попереднього є сталим числом, що називається знаменником прогресії.
Якщо знаменник прогресії дорівнює 1 (одиниці), то прогресія вважається стаціонарною. Знаменник геометричної прогресії не може дорівнювати 0 (нулю).
Якщо модуль знаменника прогресії більше одиниці — прогресія зростаюча, якщо він менше одиниці — прогресія спадна.
У випадку коли знаменник прогресії менше нуля — прогресія знакозмінна.
Приклади:
- послідовність степенів 2 є геометричною прогресією:  2, 4, 8, 16, 32, ….
- геометрична прогресія із першим елементом 3, та знаменником −2: 3, −6, 12, −24, 48, ….

## Значення n-ного члена
Позначимо перший член {\displaystyle a_{1},} а знаменник прогресії {\displaystyle r}. Тоді другий член {\displaystyle a_{2}=a_{1}\cdot r}, третій —  {\displaystyle a_{3}=a_{2}\cdot r=a_{1}\cdot r^{2}}, четвертий — {\displaystyle a_{4}=a_{3}\cdot r=a_{1}\cdot r^{3}}, і так далі.
Тому вираз n-ного члена буде: {\displaystyle a_{n}=a_{1}\cdot r^{n-1}}

## Сума
Знайдемо суму перших {\displaystyle n} членів геометричної прогресії
{\displaystyle S_{n}=a(r^{0}+r^{1}+r^{2}+r^{3}+...+r^{n-1})\,}
Помножимо та поділимо праву частину на {\displaystyle (r-1)\,} ({\displaystyle r} не може бути 1), добуток {\displaystyle (1+r+r^{2}+r^{3}+...+r^{n-1})\,} на {\displaystyle (r-1)\,} дає {\displaystyle (r^{n}-1)\,}, оскільки решта елементів взаємно знищуються, звідси отримаємо:
{\displaystyle S_{n}=a\sum _{k=0}^{n-1}r^{k}=a{\frac {r^{n}-1}{r-1}}}

Якщо {\displaystyle \left|r\right|<1}  і  {\displaystyle n\to \infty } то {\displaystyle r^{n}\to 0}, тоді: 
{\displaystyle S_{n}\to {a \over 1-r}}

## Практичне застосування
Формула для суми геометричної прогресії також зручна для обрахунку відсотків по банківських вкладах. Припустимо, Ви кладете $2,000 в банк під 5 % річних. Скільки грошей Ви матимете на рахунку через 6 років?
2,000 · 1.056 = 2680.19
Геометрична прогресія лежить на основі побудови рядів переважних чисел.